# الجفتلك
الجفتلك هي قرية فلسطينية تقع إلى الشمال من مدينة أريحا، وتبعد عنها حوالي 30 كم، وتبلغ مساحة أراضيها 1242 دونماً، وعدد سكانها بناءَ على إحصاء عام 2004 حوالي 4322 نسمة، ويخترق الشارع الرئيسي وسطها ليقسمها نصفين شرقًا وغربًا.

## الجغرافيا
تقع القرية على الحدود مع غور الأردن ضمن الأراضي المحتلة عام 1967، حيثُ يحد القرية نهر الأردن من الشرق، وتحيطها أراضي قرى طوباس وطمون وبيت دجن، وهي قائمة على امتداد واد الفارعة.
تتركز المنطقة السكنية القديمة في القرية في النصف الشرقي منها على أرض مرتفعة، حيث هناك عدد كبير من المباني القديمة المسكونة التي تزيد أعمارها عن 50 عاما، والمبنية من طوب اللبن، بينما يحوي النصف الغربي على عدد محدود. ويوجد مبنى قديم مهم، وهو على الأغلب سجن بريطاني قديم.تقع في نطاق بضع كيلو مترات من الجفتلك مستوطنات إسرائيلية، مساءة والحمرا وأرجمان.

## الاحتلال الإسرائيلي
تتعرض الجفتلك بشكلٍ مستمر لمصادرة أراضيها ومحاولات لنقل السكان، ومضايقات ممنهجة كالاعتقال لأهالي القرية والمتضامنيين الدوليين والاعتداء على الممتلكات من قبل المستوطنين الإسرائيليين، بالإضافة إلى عقبات تعجيزية توضع أمام النشاط الحضري والزراعي مثل حفر الآبار وتشييد المنازل أو إضافة الأبنية وإقامة حفر لجمع المياه.
بعد الاحتلال الإسرائيلي اللاحق لحرب الأيام الستة، تم هدم حوالي 800 منزل من منازل الجفتلك وأمر سكان الجفتلك بالرحيل، ولكن بعد ذلك عاد عدد من أهالي الجفتلك إلى بلدتهم.تخضع قرية الجفتلك لقيود إسرائيلية على البناء والتنقل، وفي أغلب الأحيان يتم رفض طلبات الحصول على تصاريح البناء.

## السكان
سكان القرية خليط من المزارعين والبدو الذين يعتاشون على تربية الماشية ومن أشهر عشائرها عشيرة المساعيد واصولهم من الاردن شرق المفرق وعلى رأسهم الشيخ عبد الله الضامن المساعيد.

## المؤسسات والخدمات
في 30 نوفمبر 2022، افتتح وزير الداخلية الفلسطيني زياد هب الريح مركزًا للدفاع المدني الفلسطيني في القرية.
يوجد في القرية بعض المرافق الصحية، حيث يوجد عيادة طبيب عام حكومية، وعيادة خاصة، ومختبران للتحاليل الطبية، ومرآز أمومة وطفولة.، يتوجه سكان القرية إلى مستشفى أريحا الحكومي في حال عدم توفر الخدمات الطبية الكافية في العيادات، حيث يبعد المستشفى عن القرية حوالي 45 كم، أو مستشفى نابلس الحكومي في مدينة نابلس والذي يبعد عن القرية حوالي 35 كم. تفتقر القرية إلى البنية التحتية للكهرباء والمياه.ويوجد بها مدرسة ابتدائية تديرها وكالة الأونروا ويبلغ عدد طلابها 950 طالبًا.

## المعالم والآثار
يوجد في القرية سجن الجفتلك الأثري الذي تركته الدولة العثمانية في فلسطين، وكان عبارة عن مركز للشرطة أو نظارة، ومملكة للعثمانيين وإسطبل للخيول، ثم قام الانتداب البريطاني بترميمه وأضاف عليه بعض المباني ليصبح سجناً عسكرياً كبيراً. ويقع سجن الجفتلك في الجهة الشرقية من القرية، وأصبح تحت سيطرة جيش الاحتلال الذي كان يستخدمه أحيانا لأغراض التدريبات العسكرية، وصنفه الاحتلال على أنه منطقة عسكرية، وهو قريب جدا من ثاني أكبر معسكر لجيش الاحتلال في منطقة الأغوار،أصبح سجن الجفتلك مهجوراً بسبب منع الاحتلال أي سيطرة فلسطينية عليه، وحجارته مثقوبة بآلاف الحفر جراء التدريبات العسكرية الإسرائيلية داخل السجن وخارجه، وأرضيته مليئة بالأتربة والأوساخ. قام المستوطنين باقتحام السجن عدة مرات تحت حراسة وحماية جنود الاحتلال.
يتميز نظام بناء السجن على طريقة الأحجار المتعاقبة، وهو الأسلوب المعتمد في البناء خلال فترة الحكم العثماني، ووجود الأقواس والنوافذ المقوسة وشبه الدائرية، بالإضافة لوجود القباب في الطوابق العلوية، والمداخل نصف الدائرية.

## العمران
قام الاحتلال الإسرائيلي بتحضير ثلاث خرائط هيكلية لقرية الجفتلك، من دون إشراك السكان في التخطيط، والتي توم على تقيّد البناء والتطوير في القرية وتحصرهما في قسم من المساحة التابعة لها، وشملت حدود هذه الخرائط أثناء تصديقها 60% فقط من المنطقة العمرانية في القرية، وأبقت على 40% من المباني معرّضة لخطر الهدم، كما أن المخططين لم يقوموا بتخصيص مناطق للمباني العامة، ولم يسمحوا بشق الطرق ولم يبقوا على مساحات فارغة من أجل البناء والتطوير في المستقبل.
وفق معطيات بتسيلم، فإن الإدارة المدنية الإسرائيلية هدمت في الجفتلك منذ عام 2005، 11 وحدة سكنية بُنيت قبل تجهيز الخرائط الهيكلية للقرية، والتي أدت إلى إبقاء 133 شخصًا من دون مأوى، منهم 50 طفلا على الأقل، وقد هُدمت المباني الخمسة الأخيرة في 24 يناير 2013، وفي أعقاب الهدم، ظل 34 شخصًا منهم 18 طفلاً من دون بيت.